# 旧小百合愛児園
旧小百合愛児園（きゅう さゆりあいじえん）は、かつて大分県別府市浜脇にあった児童養護施設である。カトリックの女子修道会である扶助者聖母会（現在のサレジアン・シスターズ）が運営していた。

## 概要
1935年（昭和10年）6月4日に開園。1941年（昭和16年）11月17日に高松宮宣仁親王が当園を訪問。1949年（昭和24年）6月8日には昭和天皇が訪問された。1990年（平成2年）に大分県大分市にあった分園と合併して大分市に移り、別府の小百合愛児園は閉園した。施設で養育された児童数は2,454名であった。
1948年（昭和23年）に建設された旧館は、木造2階建。アーチ窓が並ぶ横長の美しい建築物で、玄関上部に聖母マリア像を安置し、その上には鐘塔がある。
旧館は1992年（平成4年）から2021年（令和3年）まで、カトリックの女子修道会である神の愛の宣教者会の修道院として使用されていた。また、新館は別府大学学生寮として活用されていたが、取り壊されている。

## 沿革
- 1931年（昭和6年）7月2日 - サレジオ修道会のトルクィスト神父より大分県別府市浜脇にある家を寄贈され、志願院を設立。
- 1933年（昭和8年）10月6日 - 志願院（マリア・マザレロ修道院）に1人の乳児が託され養育。愛徳事業開始[6]。
- 1935年（昭和10年）6月4日 - 別府小百合愛児園を開園。
- 1947年（昭和22年） - 分園を設置。分園の児童養護施設は後に大分市に移転[6][7]。
- 1948年（昭和23年） - 児童養護施設となる[8]。
- 1989年（平成元年） - 児童数の減少に伴い乳児院を廃止。
- 1990年（平成2年） - 大分県大分市にある分園と合併して児童養護施設が大分市に移り、別府小百合愛児園は閉園。
- 1992年（平成4年）6月22日 - 旧館が神の愛の宣教者会別府修道院となる（- 2021年）[4][5]。

## 所在地
- 〒874-0814 大分県別府市浦田5

## 交通アクセス
- JR九州日豊本線
  - 東別府駅から0.6km
  - 別府駅から1.3km